# 百済王郎虞
百済王 郎虞（くだらのこにきし ろうぐ）は、飛鳥時代から奈良時代にかけての貴族。名は良虞とも記される。贈外小紫・百済王昌成の子。官位は従四位下・摂津亮。

## 経歴
朱鳥元年（686年）天武天皇の葬儀において、祖父・百済王善光の代理として誄を宣べる。持統天皇5年（691年）正月の宴において、祖父の善光と弟の南典と共に優（賑わしくする物）を与えられている。
大宝元年（701年）大宝令における位階制度の制定を通じて従五位上に叙せられ、大宝3年（703年）伊予守に任ぜられる。和銅8年（715年）正五位上、霊亀3年（717年）従四位下と元正朝末から元明朝初頭にかけて昇進し、時期は不明ながら摂津亮を務めた。
天平9年（737年）7月17日卒去。最終官位は散位従四位下。
藤原武智麻呂が大宝4年（704年）に大学助に任ぜられた際、大学頭は百済王郎虞であり、当時遷都などの影響で衰退していた大学寮を充実したという話が残る。武智麻呂は慶雲3年（706年）大学頭に昇進しているため、郎虞が大学頭だったとするなら、任期はこの年以前までと考えられる。

## 官歴
『続日本紀』による。
- 時期不詳：従五位上
- 大宝3年（703年） 8月2日：伊予守
- 時期不詳：正五位下
- 和銅8年（715年） 正月10日：正五位上
- 霊亀3年（717年） 正月4日：従四位下。10月12日：益封
- 時期不詳：摂津亮
- 天平9年（737年） 7月17日：卒去（散位従四位下）

## 系譜
- 父：百済王昌成[3]
- 母：不詳
- 生母不明の子女
  - 男子：百済王孝忠[4]
  - 男子：百済王全福[4]
  - 三男：百済王敬福（697-766）[3]
  - 女子：百済王清仁[4]